# Coppename

Kaart van de Coppename Rivier in Suriname

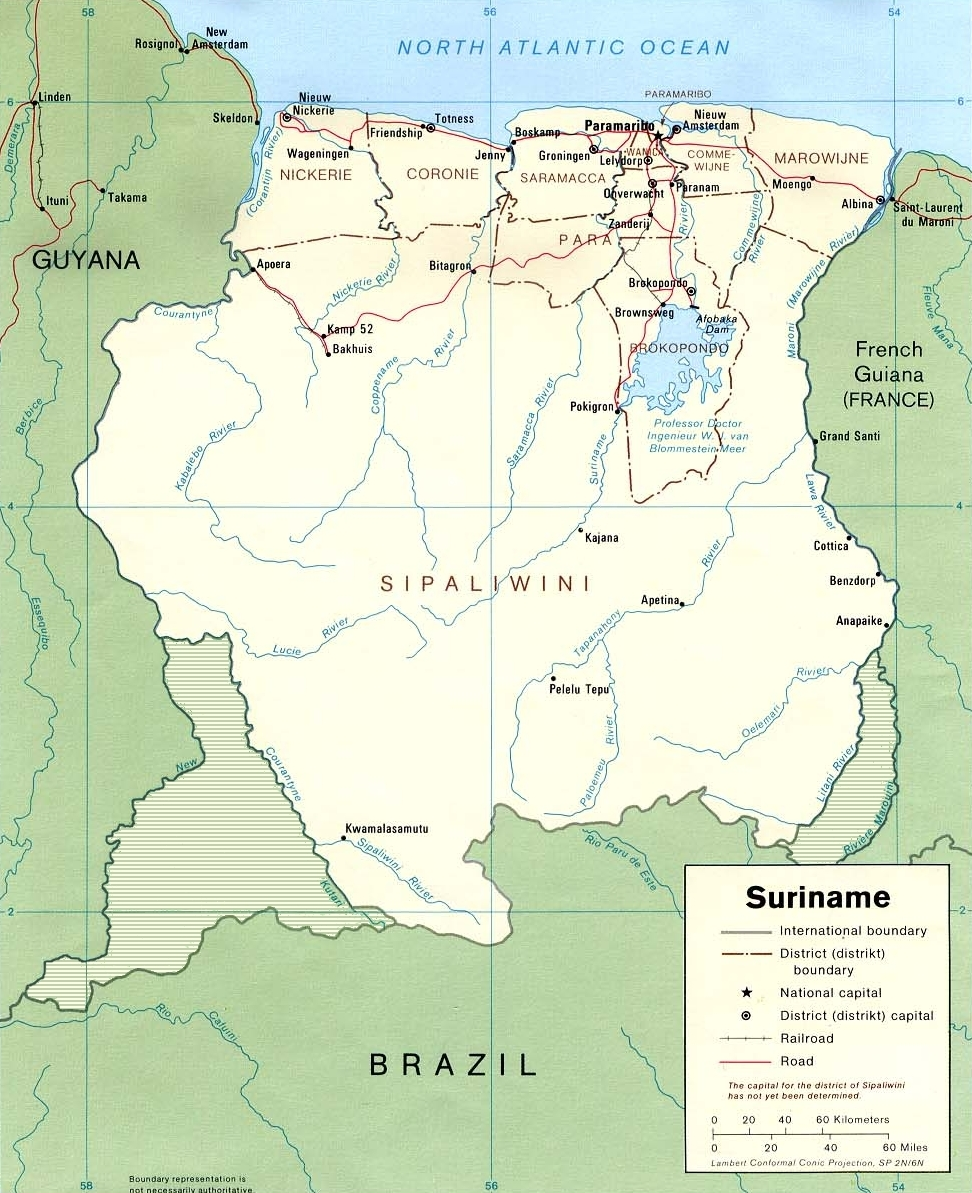
De Coppename stroomt vanuit Sipaliwini richting het noorden van Suriname, waar hij uitmondt in de Atlantische Oceaan

De Coppename is een rivier in Suriname die stroomt in het district Sipaliwini. Het vormt tevens de grens tussen de districten Para en Saramacca. De rivier ontspringt in het Wilhelminagebergte, stroomt in noordelijke richting en mondt vervolgens uit in de Atlantische Oceaan, samen met de rivier Saramacca.
De rivier heeft een stroomgebied van 21.700 km² en de grootte van het estuarium bedraagt 150 km. Voor binnenvaart- en kleine kustschepen is de rivier alleen toegankelijk tot de Wajambo-monding en bij niet te lage waterstanden is het voor kano's zelfs mogelijk tot aan de Raleighwatervallen te varen. Toch wordt de bevaarbaarheid gehinderd door zandbanken in het mondingsgebied en is de rivier nogal ondiep bij het dorp Kalebaskreek.

## Verloop van de Coppename

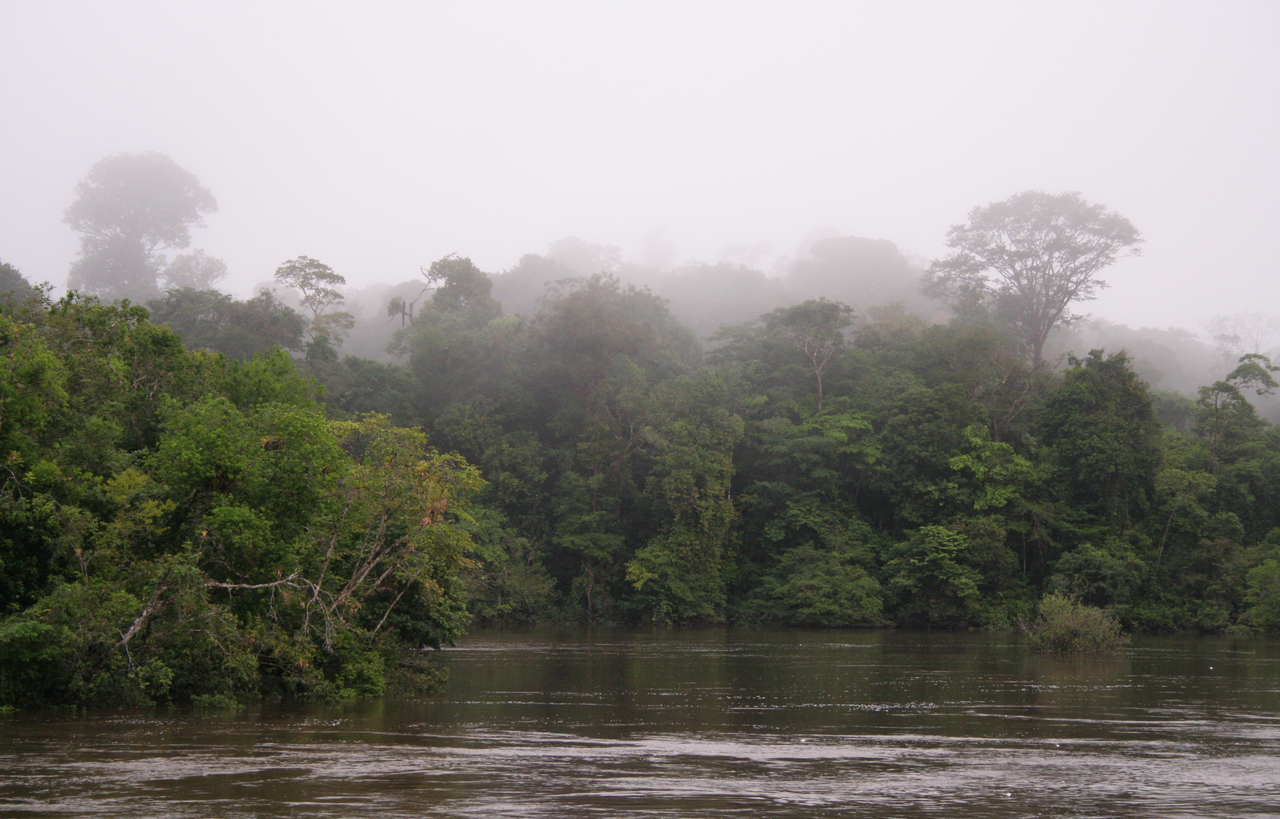
rivieroever in de ochtendmist

De Coppename ontspringt in het Wilhelminagebergte en ontstaat uit drie vertakkingen: de Rechter-Coppename, die in het noordoosten van het gebergte ontspringt in de buurt van de Tafelberg; de Linker-Coppename en de Midden-Coppename, die ontspringt in de westerse en centraal gelegen delen van het noorden van het Wilhelminagebergte en in het westen van het Bakhuisgebergte. Deze drie vertakkingen komen samen ter hoogte van de Tonckenswatervallen, vernoemd naar Warmolt Tonckens. Na een afbuiging naar het westen, in de buurt van de Raleighwatervallen, voegt de Tangimama zich toe, die ontspringt in de Emmaketen. Nadat ook de Kwama zich heeft aangesloten bij de Coppename, stroomt de rivier noordwaarts, langs de Marronse dorpen Kaaimanston, Witagron en Heidoti. Tot slot komen er nog twee belangrijke vertakkingen op de rivier uit, de Tibiti en de Coesewijne, waarna de Coppename samen met de Saramacca uitmondt in de Atlantische Oceaan.

## Bruggen

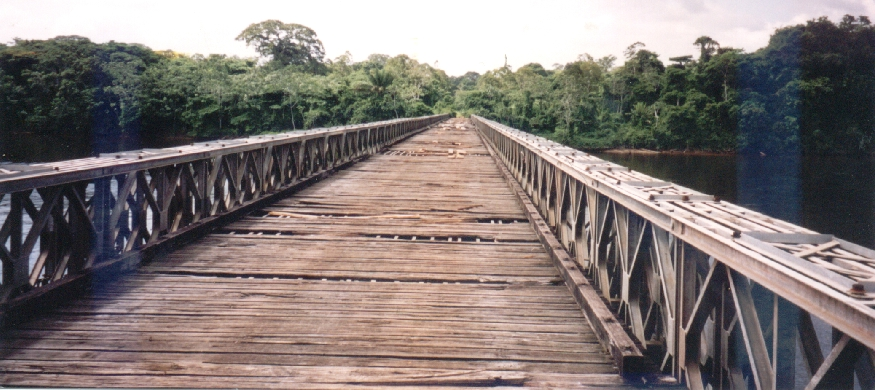
Baileybrug bij Witagron

Twee bruggen verbinden beide oevers van de Coppename met elkaar, stroomopwaarts is er een baileybrug bij Witagron uit 1976 en bij de monding bij Boskamp is er de Coppenamebrug uit 1999.